# Конев, Виталий Николаевич
Виталий Николаевич Конев (1923—1998) — советский и российский учёный и педагог в области физики твёрдого тела, доктор физико-математических наук (1970), профессор (1971), почётный профессор УрГУ (1997). Заслуженный деятель науки Российской Федерации (1995).
Автор более 300 учебно-научных работ, под его руководством было подготовлено более 50 кандидатских и докторских диссертаций.

## Биография
Родился 4 мая 1923 года в деревне Пушкари Ефремовского уезда Тульской губернии.
Участник Великой Отечественной войны, награждён орденом Отечественной войны II степени.
С 1947 по 1952 годы проходил обучение на физико-математическом факультете Уральского государственного университета. С 1953 по 1956 годы обучался в аспирантуре на кафедре физики твёрдого тела. С 1956 года начал свою научно-педагогическую деятельность в Лаборатории физики твёрдого тела Уральского государственного университета: с 1956 по 1962 годы работал в должностях научного сотрудника и заведующего научно-исследовательской лаборатории физики твёрдого тела. С 1962 по 1966 годы — доцент, с 1966 по 1971 годы в течение пяти лет, В. Н. Конев был — деканом физического факультета Уральского государственного университета.
С 1971 по 1973 годы работал в должностях — заведующего кафедрой рентгенометаллофизики и одновременно декана физического факультета Донецкого государственного университета. С 1976 года вновь на педагогической работе в Уральском государственном университете: с 1976 по 1981 годы в течение пяти лет, В. Н. Конев был — заведующим кафедрой радиационной физики твёрдого тела, с 1981 по 1992 и с 1995 по 1996 годы, в течение двенадцати лет являлся — заведующим кафедрой физики твёрдого тела.
В 1956 году защитил диссертацию на соискание учёной степени — кандидат физико-математических наук, в 1970 году защитил диссертацию на соискание учёной степени — доктор физико-математических наук. В 1971 году В. Н. Коневу было присвоено учёное звание — профессора, в 1995 году присвоено почётное звание — почётный профессор УрГУ.
Помимо основной деятельности В. Н. Конев занимался и общественно-научной работой: был председателем Совета УрГУ и членом Совета Института химии твёрдого тела УрО АН СССР по защите кандидатских диссертаций. Основная научно-исследовательская деятельность В. Н. Конева была связана с работами в области нестехиометрических соединений. В. Н. Конев был автором более трёхсот учебно-научных работ, под его руководством было подготовлено более пятидесяти кандидатских и докторских диссертаций.
25 апреля 1995 года Указом Президента Российской Федерации «За заслуги в научной деятельности» Виталий Николаевич Конев был удостоен почётного звания — Заслуженный деятель науки Российской Федерации.
Скончался 24 августа 1998 года в Екатеринбурге. Похоронен на почетной секции Широкореченского кладбища.

## Награды
- Орден Отечественной войны II степени (06.04.1985[2])

### Звания
- Заслуженный деятель науки Российской Федерации (1995[3])

### Премии
- Премия УрГУ за лучшую научную работу (1964 — «за цикл работ по изучению металлов и сплавов»).